# 어는점 내림

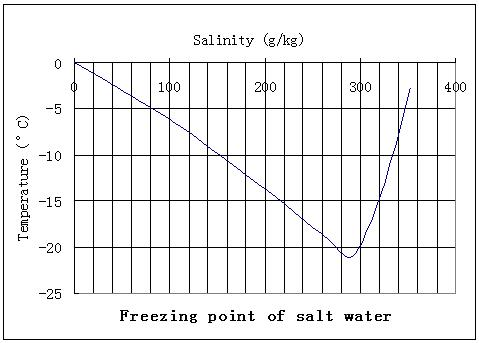
소금물의 어는점

어는점 내림(Freezing-point depression)은 액체에 비휘발성 용액이 용해되면 액체의 어는점이 내려가는 일을 말한다. 이 예에는 물 속 소금, 물 속 알콜 등이 포함된다.

## 개요
액체의 어는점은 고체와 액체, 기체가 평형 상태를 유지하고 있는 온도이며, 액체의 증기압 곡선과 고체의 증기압 곡선이 교차하는 점이다. 그리하여 용매의 증기압보다 용액의 증기압이 낮아지면 용액의 증기압 곡선의 교차점이 낮아진다. 바닷물이 민물보다 잘 얼지 않는 것도 이와 같은 사실 때문인데, 실험적으로도 용매의 어는점보다 용액의 어는점이 낮아지며 그 관계는 끓는점 오름의 경우와 같다는 것을 알 수 있다. 1kg의 용매에 용질 1몰을 녹였을 때의 어는점 내림을 몰 어는점 내림이라고 하는데, 이 값은 용매에 따라 결정되고 용질의 종류와는 관계가 없다. 몰 어는점 내림을 D, 1kg의 용매에 mg의 용질을 녹였을 때의 어는점 내림을 d라고 하면 위에서 말한 끓는점 오름과 용질의 분자량 사이의 관계식과 똑같은 식이 성립되어 용질의 분자량을 구할 수 있다. 이와 같은 관계는 용매에 비해서 용질의 양이 적은 묽은 용액, 즉 이상 용액에서 잘 성립되고 진한 용액에서는 성립되지 않는다. 또, 용질이 비전해질인 경우에는 용액 속에서 입자의 수에 변화가 없지만 전해질인 경우에는 이온으로 분리하기 때문에 입자 수가 증가한다. 예를 들면, 염화 나트륨은 나트륨 이온과 염화 이온으로 이온화하기 때문에 염화나트륨 자체는 하나이지만 이론적으로는 2가지가 된다. 이 때문에 염화 나트륨 1몰이 완전히 이온화하면 용질 입자의 몰수가 2몰의 효과를 나타내게 되어 이온이 되지 않는 설탕에 비해서 끓는점 오름이나 어는점 내림은 약 2배가 된다.

## 계산
이상 용액이거나 용질의 농도가 매우 작을 경우, 어는점 내림은 몰랄 농도에 관한 일차식으로 표현된다.
{\displaystyle \Delta T_{F}=K_{F}mi}
이 때 ΔTF는 내려간 온도, KF는 어는점 내림 상수, m은 몰랄 농도, i는 반트호프 계수를 의미한다.
그러나 위 공식은 묽은 용액에서만 적용되는 공식으로, 고농도의 용액에서는 용질의 성질도 고려해야한다. 2010년에 제안된 이온결합 물질이 녹았을 경우 어는점 내림 공식은 다음과 같다.
{\displaystyle \Delta T_{\text{F}}={\frac {\Delta H_{T_{\text{F}}}^{\text{fus}}-2RT_{\text{F}}\cdot \ln a_{\text{liq}}-{\sqrt {2\Delta C_{p}^{\text{fus}}T_{\text{F}}^{2}R\cdot \ln a_{\text{liq}}+(\Delta H_{T_{\text{F}}}^{\text{fus}})^{2}}}}{2\left({\frac {\Delta H_{T_{\text{F}}}^{\text{fus}}}{T_{\text{F}}}}+{\frac {\Delta C_{p}^{\text{fus}}}{2}}-R\cdot \ln a_{\text{liq}}\right)}}.}
이 때 TF는 순수한 용질의 어는점, aliq는 용매의 활동도, ΔHfusTF는 TF에서 용매의 융해열, ΔCfusp는 액체 상태와 고체 상태의 열용량 차이를 의미한다. 용매의 활동도는 피처 방정식 등을 통해 계산할 수 있다.

## 같이 보기
- 끓는점 오름